# Bačevci, Bajina Bašta
Bačevci (izvirno srbsko Бачевци) je naselje v Srbiji, ki upravno spada pod Občino Bajina Bašta; slednja pa je del Zlatiborskega upravnega okraja.

## Demografija
V naselju živi 131 polnoletnih prebivalcev, pri čemer je njihova povprečna starost 42,5 let (39,8 pri moških in 45,0 pri ženskah). Naselje ima 53 gospodinjstev, pri čemer je povprečno število članov na gospodinjstvo 3,15.
|  |

| Demografija | Demografija     | Demografija     |
| Leto        | Št. prebivalcev | Št. prebivalcev |
| ----------- | --------------- | --------------- |
|             |                 |                 |
|             |                 |                 |
|             |                 |                 |
|             |                 |                 |
| 1948        | 168             |                 |
| 1953        | 176             |                 |
| 1961        | 218             |                 |
| 1971        | 199             |                 |
| 1981        | 214             |                 |
| 1991        | 174             | 174             |
| 2002        | 169             | 167             |
|             |                 |                 |

| Etnična sestava po popisu iz leta 2002 | Etnična sestava po popisu iz leta 2002 | Etnična sestava po popisu iz leta 2002 | Etnična sestava po popisu iz leta 2002 | Etnična sestava po popisu iz leta 2002 |
| -------------------------------------- | -------------------------------------- | -------------------------------------- | -------------------------------------- | -------------------------------------- |
| Srbi                                   | Srbi                                   |                                        | 166                                    | 99,40%                                 |
| Črnogorci                              | Črnogorci                              |                                        | 1                                      | 0,59%                                  |